# Национал-социалистическая организация производственных ячеек

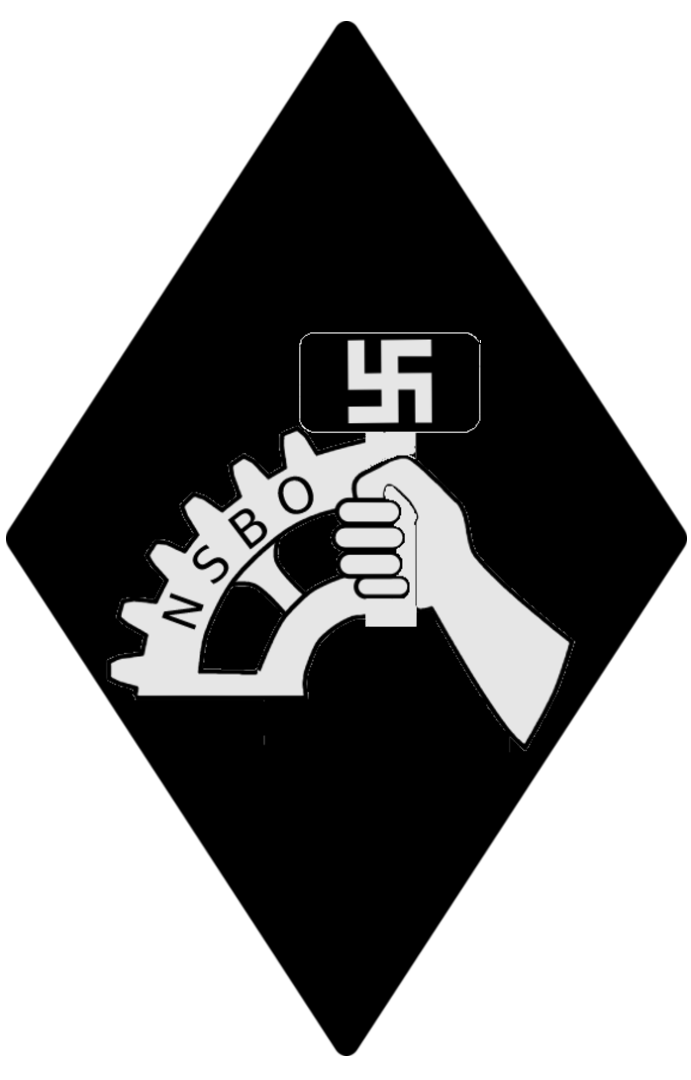
Нарукавный знак НСБО

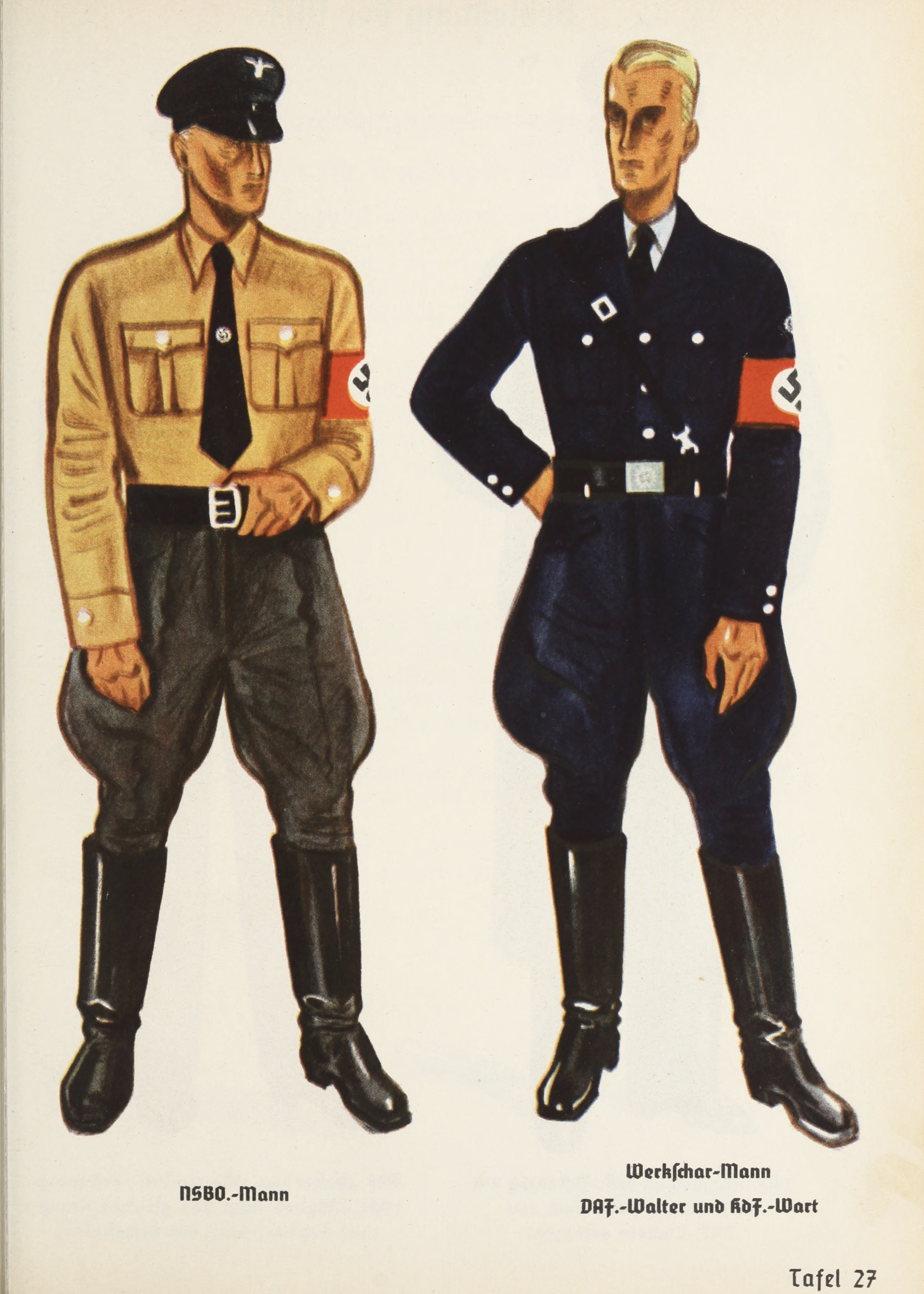
Образцы формы НСБО (слева) и Германского трудового фронта (справа). 1936

Национал-социалистическая организация производственных ячеек (русиф. аббрев. НСБО, нем. Nationalsozialistische Betriebszellenorganisation (NSBO), также Национал-социалистическая производственная организация Nationalsozialistische Betriebsorganisation) — форма организации рабочих и служащих немецких предприятий под эгидой НСДАП в противовес свободным профсоюзам.

## Предыстория
В июле 1926 года под нажимом левого крыла НСДАП была созвана специальная конференция по вопросу о создании национал-социалистического профсоюза. И хотя штрассеровцам так и не удалось добиться создания боевой рабочей организации, в 1927 году на Нюрнбергском партийном съезде они вновь выдвинули свои «пролетарские» требования, продолжая в печати оживлённую дискуссию по этому вопросу. При этом полностью игнорировалась антипрофсоюзная позиция Гитлера, изложенная в «Майн кампф». Руководитель столичной парторганизации Геббельс, хотя и переметнулся на сторону Гитлера, всё же длительное время сохранял свои левые убеждения. Он решительно выступал в поддержку забастовочной борьбы.

## Деятельность организации
В 1927 году на берлинском заводе Кнорр-Брeмзе АГ по инициативе Йоханнеса Энгеля была создана Национал-социалистическая производственная ячейка — первая профсоюзная организация НСДАП.
Вскоре подобные ячейки возникли на заводах Сименса, Брозига, АЭГ, в Коммерческом и частном банке, издательстве «Шерль». Уже в следующем году Геббельс, выступая на берлинской партконференции, объявил о создании в своём берлинском гау единой национал-социалистической профсоюзной организации. К концу 1928 года по всей Германии было создано более 50 производственных ячеек НСДАП.
В 1929 году на партийном съезде было принято решение учредить Национал-социалистическую организацию производственных ячеек (НСБО), которая должна была координировать деятельность НСДАП на производстве. Тем не менее, на том же съезде был принят документ, запрещавший членство национал-социалистов в профсоюзах и создание таковых. В статье «Стачка», опубликованной 10 февраля 1930 года в газете Der Angriff, Геббельс приветствовал забастовки как средство борьбы против «системы» и «плохих капиталистов».
В июле 1930 года, по внутренним данным НСБО, в 57 ячейках состояли 2300 членов.
В 1930 году НСДАП резко усилила своё влияние среди рабочего класса. В результате на выборах 14 сентября 1930 года за неё голосовали 2 миллиона рабочих, 200 тысяч рабочих состояли в СА. Среди членов НСДАП их доля достигла 28% (почти в два раза больше, чем доля рабочих, состоящих в КПГ; коммунистов недаром называли «партией безработных»). Успех на выборах в рейхстаг вновь изменил отношение к профсоюзам.
15 января 1931 года НСДАП объявила НСБО «имперским отделом производственных ячеек» (Reichsbetriebszellenabteilung). Началась агрессивная кампания по вербовке рабочих.
8 марта 1931 года Гитлер утвердил создание Национал-социалистической организации производственных ячеек (НСБО) во главе с Рейнхольдом Муховым и Вальтером Шуманом. Штаб-квартира НСБО находилась в Берлине, за исключением периода между осенью 1931 и летом 1933 года, когда она была перенесена в Мюнхен.
К концу 1931 года в НСБО состояли всего 300 тысяч человек, тогда как конкурирующие профсоюзы насчитывали свыше 5 млн членов.

## Роспуск и включение в Германский трудовой фронт
НСБО приобрела значение во всём рейхе 2 мая 1933 года, когда она стала «носителем действия… по захвату профсоюзных зданий». С этой целью был сформирован комитет в защиту германского труда, в котором НСБО представлял Рейнхольд Мухов и который возглавил Роберт Лей, в то время еще начальник штаба политической организации НСДАП. Через несколько дней после запрета профсоюзов в Германии 2 мая 1933 года был основан Германский трудовой фронт (DAF). Надежды его членов на то, что НСБО теперь станет «ядром партийно-унитарного профсоюза», не оправдались, в дальнейшем их функция сводилась к идеологической подготовке на предприятиях.
Ещё летом 1933 года наиболее радикальные активисты НСБО были изгнаны из организации. Некоторые из них даже попали в концлагеря как «марксистские агенты». 5 августа 1933 года по требованию Гитлера лидер НСБО Рейнгольд Мухов был вынужден прекратить приём в организацию (которая достигла к этому времени 1 млн. 300 тысяч членов плюс 300 тысяч кандидатов), а молодёжную организацию НСБО передать в Гитлерюгенд. НСБО была объявлена «школой руководящих кадров Германского трудового фронта» (DAF).
В рамках Германского трудового фронта все рабочие организации были объединены во Всеобщий союз немецких рабочих (Gesamtverband der deutschen Arbeiter) во главе с Вальтером Шуманом. Вскоре погиб Мухов, по официальной версии, «в результате неосторожного обращения с оружием», а 23 августа 1934 года, уже после разгрома штурмовиков, были сняты со своих постов как «саботажники» ближайшие сотрудники Шумана: Людвиг Брюкнер, Отто Крюгер и Хайнц Хауэнштайн. 18 сентября был изгнан руководитель отдела прессы и пропаганды DAF, в прошлом главный пропагандист НСБО Карл Буш. В результате НСБО практически полностью утратила своё влияние. К концу 1935 года она фактически была окончательно поглощена DAF.
Деятельность НСБО была сведена к выполнению инструкций и указаний Германского трудового фронта. Выдержки из сборника нормативных документов НСБО 1937 года:
- НСБО представляет собой объединение политработников НСДАП в Германском трудовом фронте.
- НСБО выполняет функции организатора Германского трудового фронта.
- Политработники, откомандированные НСБО в Германский трудовой фронт, осуществляют мировоззренческую ориентацию Германского трудового фронта в духе национал-социалистической идеи.